# ZipRecruiter
ZipRecruiter是美国一個成立於2010年的招聘網站。公司总部位于加利福尼亞州圣莫尼卡，它在亚利桑那州坦佩、英国伦敦和以色列特拉维夫设有办事处。